# Saint-Goazec
Saint-Goazec (Sant-Wazeg in het Bretons) is een gemeente in het Franse departement Finistère (regio Bretagne). De plaats maakt deel uit van het arrondissement Châteaulin. Saint-Goazec telde op 1 januari 2022 730 inwoners.

## Geografie
De oppervlakte van Saint-Goazec bedroeg op 1 januari 2022 33,76 vierkante kilometer; de bevolkingsdichtheid was toen 21,6 inwoners per km².

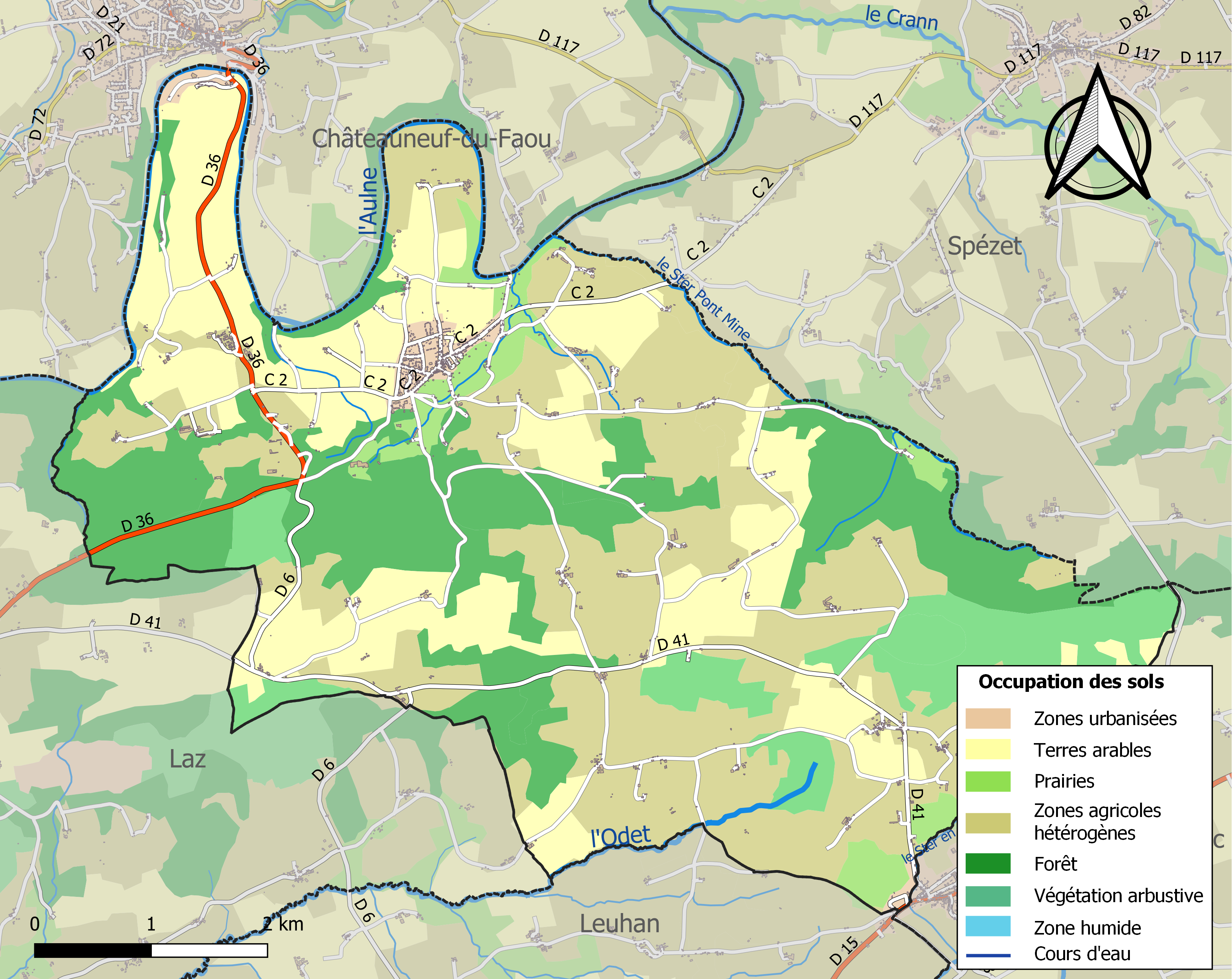
Kaart van de gemeente met belangrijkste infrastructuur, bodemgebruik en omliggende gemeenten

## Demografie
Onderstaande figuur toont het verloop van het inwonertal (bron: INSEE-tellingen).